# Liste des sites classés et inscrits de Loir-et-Cher
Cet article recense les sites classés et inscrits de Loir-et-Cher, en France.

## Listes

### Sites classés
La liste suivante recense les sites classés de Loir-et-Cher en 2024,.
| Site                                                                            | Communes                                     | Date             | Superficie (ha) | Notes | Coordonnées                 | Photo |
| ------------------------------------------------------------------------------- | -------------------------------------------- | ---------------- | --------------- | --- | --------------------------- | ----- |
| Château et parc du Fresne, allées                                               | Authon                                       | 30 août 1946     | 159             | Le château est un monument historique classé.                                                                                     | 47° 39′ 48″ N, 0° 52′ 31″ E |       |
| Église et cimetière                                                             | Bauzy                                        | 30 décembre 1938 | 0               | L'église est un monument historique inscrit.                                                                                      | 47° 32′ 05″ N, 1° 36′ 28″ E |       |
| Jardin de l'Évêché                                                              | Blois                                        | 9 octobre 1909   | 2               | | 47° 35′ 20″ N, 1° 20′ 14″ E |       |
| Jardin des Lices, allée des Lices et butte des Capucins                         | Blois                                        | 26 octobre 1910  | 2               | | 47° 35′ 05″ N, 1° 19′ 38″ E |       |
| Parc de Chambord                                                                | Chambord                                     | 19 janvier 1923  | 5 457           | La protection correspond au domaine national de Chambord, qui inclut le château de Chambord et est un monument historique classé. | 47° 37′ 07″ N, 1° 32′ 34″ E |       |
| Val de Loire, perspectives du château à Chaumont-sur-Loire et Veuzain-sur-Loire | Chaumont-sur-Loire                           | 21 mai 2023      | 1 576           | Le domaine du château est un monument historique classé.                                                                          | 47° 29′ 15″ N, 1° 09′ 58″ E |       |
| Château, parc, façades et toitures                                              | Chissay-en-Touraine                          | 5 novembre 1942  | 4               | | 47° 20′ 12″ N, 1° 08′ 12″ E |       |
| Château du Plessis-Fortia, ses abords, prairie des Trois-Chênes                 | Huisseau-en-Beauce                           | 15 février 1943  | 14              | Le château est un monument historique inscrit.                                                                                    | 47° 42′ 37″ N, 1° 00′ 19″ E |       |
| Château, parc et dépendances                                                    | Meslay                                       | 3 juin 1943      | 50              | Le château est un monument historique classé.                                                                                     | 47° 49′ 09″ N, 1° 05′ 30″ E |       |
| Site de Rochambeau                                                              | Naveil, Thoré-la-Rochette, Villiers-sur-Loir | 16 janvier 1991  | 171             | | 47° 47′ 19″ N, 0° 59′ 09″ E |       |
| Terrasses de l'abbaye de Pontlevoy et abords                                    | Pontlevoy                                    | 16 janvier 1991  | 5               | | 47° 23′ 15″ N, 1° 15′ 24″ E |       |
| Promenade de la Montagne                                                        | Vendôme                                      | 12 novembre 1922 | 2               | | 47° 47′ 19″ N, 1° 03′ 58″ E |       |

### Sites inscrits

#### Sites actuels
La liste suivante recense les sites inscrits de Loir-et-Cher en 2024.
| Site                                                                 | Communes                                           | Date              | Superficie (ha) | Notes                                                                                       | Coordonnées                 | Photo                                                |
| -------------------------------------------------------------------- | -------------------------------------------------- | ----------------- | --------------- | ------------------------------------------------------------------------------------------- | --------------------------- | ---------------------------------------------------- |
| Plaine de Meslay                                                     | Areines, Meslay, Saint-Firmin-des-Prés, Saint-Ouen | 10 mars 1987      | 486             |                                                                                             | 47° 49′ 29″ N, 1° 05′ 43″ E |                                                      |
| Château de Baillou, son parc, église, école et leurs abords, pré     | Baillou                                            | 25 mai 1943       | 84              | L'église est un monument historique inscrit.                                                | 47° 58′ 10″ N, 0° 50′ 34″ E |                                                      |
| Rives de la Loire, berges, quais, levées et promenades               | Blois                                              | 8 juin 1939       | 28              |                                                                                             | 47° 35′ 03″ N, 1° 20′ 13″ E |                                                      |
| Allée des Platanes                                                   | Chissay-en-Touraine                                | 10 novembre 1975  | 0               |                                                                                             | 47° 20′ 05″ N, 1° 08′ 06″ E |                                                      |
| Rives du Cher                                                        | Faverolles-sur-Cher, Montrichard Val de Cher       | 21 janvier 1944   | 28              |                                                                                             | 47° 20′ 29″ N, 1° 11′ 10″ E |                                                      |
| Mail                                                                 | Fréteval                                           | 30 janvier 1975   | 1               |                                                                                             | 47° 53′ 19″ N, 1° 12′ 34″ E |                                                      |
| Étangs de Gâtine                                                     | Les Hayes                                          | 25 septembre 1944 | 21              |                                                                                             | 47° 41′ 43″ N, 0° 44′ 37″ E |                                                      |
| Village de Lavardin                                                  | Lavardin                                           | 3 février 1943    | 14              |                                                                                             | 47° 44′ 31″ N, 0° 53′ 09″ E |                                                      |
| Château de la Mézière et son parc                                    | Lunay                                              | 2 février 1943    | 3               |                                                                                             | 47° 47′ 13″ N, 0° 56′ 09″ E |                                                      |
| Colline du Breuil                                                    | Lunay                                              | 4 août 1967       | 2               |                                                                                             | 47° 47′ 33″ N, 0° 57′ 10″ E |                                                      |
| Bourg                                                                | Mennetou-sur-Cher                                  | 1er avril 1943    | 3               |                                                                                             | 47° 16′ 10″ N, 1° 51′ 57″ E |                                                      |
| Château de Marceval                                                  | Millançay                                          | 28 décembre 1977  | 47              |                                                                                             | 47° 29′ 41″ N, 1° 46′ 06″ E |                                                      |
| Parc du château du Gué-Péan                                          | Monthou-sur-Cher                                   | 10 septembre 1961 | 96              | Le château est un monument historique classé.                                               | 47° 21′ 02″ N, 1° 19′ 05″ E |                                                      |
| Butte du château de Montrichard et champ de foire, façades, toitures | Montrichard Val de Cher                            | 24 janvier 1944   | 5               | Le château est un monument historique classé.                                               | 47° 20′ 38″ N, 1° 11′ 08″ E |                                                      |
| Propriété Cauchoix                                                   | Montrichard Val de Cher                            | 21 janvier 1944   | 2               |                                                                                             | 47° 20′ 29″ N, 1° 10′ 31″ E |                                                      |
| Ville basse de Montrichard, quais, et pont                           | Montrichard Val de Cher                            | 25 janvier 1974   | 5               |                                                                                             | 47° 20′ 34″ N, 1° 11′ 07″ E | [[Fichier::Cher Montrichard.jpg\|center\|100x100px]] |
| Ancien cimetière et abords de l'église                               | Nourray                                            | 30 mars 1934      | 0               |                                                                                             | 47° 43′ 03″ N, 1° 03′ 31″ E |                                                      |
| Château, parc, douves et place de l'église                           | Renay                                              | 25 octobre 1943   | 16              | Le château est un monument historique inscrit.                                              | 47° 50′ 28″ N, 1° 09′ 59″ E |                                                      |
| Cavernes de Boydan                                                   | Les Roches-l'Évêque                                | 6 octobre 1944    | 0               |                                                                                             | 47° 46′ 52″ N, 0° 53′ 34″ E |                                                      |
| Isle verte, Loir et leurs abords                                     | Sougé, Vallée-de-Ronsard                           | 2 octobre 1943    | 2               |                                                                                             | 47° 45′ 30″ N, 0° 41′ 50″ E |                                                      |
| Église Saint-Lubin, château des Forges et leurs abords               | Suèvres                                            | 21 septembre 1944 | 4               | L'église est un monument historique classé ; le château est un monument historique inscrit. | 47° 40′ 00″ N, 1° 27′ 52″ E |                                                      |
| Agglomération de Troo                                                | Troo                                               | 7 septembre 1943  | 69              |                                                                                             | 47° 46′ 30″ N, 0° 47′ 37″ E |                                                      |
| Parc et pentes du château de Vendôme                                 | Vendôme                                            | 14 mars 1944      | 7               | Le château est un monument historique classé.                                               | 47° 47′ 21″ N, 1° 03′ 56″ E |                                                      |
| Perspectives du château de Chaumont-sur-Loire                        | Veuzain-sur-Loire                                  | 19 mai 2023       | 1               |                                                                                             | 47° 29′ 24″ N, 1° 10′ 54″ E |                                                      |

#### Anciens sites
Trois sites de Loir-et-Cher, précédemment inscrits, ont été radiés en 2022 :